# Heinz Steinberger
Heinz Steinberger (ur. 14 lutego 1958 w Klagenfurcie) – austriacki łyżwiarz szybki, olimpijczyk.

## Kariera
W wieku 17 lat Heinz Steinberger uczestniczył na Zimowych Igrzyskach Olimpijskich 1976 w Innsbrucku. Podczas tych igrzysk wystąpił w jednej konkurencji łyżwiarstwa szybkiego, biegu na 500 m, gdzie zajął 27. miejsce. Steinberger brał udział również na Zimowych Igrzyskach Olimpijskich 1984, gdzie wystąpił w dwóch konkurencjach łyżwiarstwa szybkiego: biegu na 5000 m, gdzie zajął 20. miejsce oraz biegu na 10 000 m, gdzie zajął 19. miejsce.
Heinz Steinberger wielokrotnie startował w pucharze świata czy mistrzostwach Austrii.

## Rekordy życiowe
| Dystans  | Czas     | Data             | Miejsce   |
| -------- | -------- | ---------------- | --------- |
| 500 m    | 40.60    | 28 lutego 1981   | Inzell    |
| 1000 m   | 1:19.86  | 1 lutego 1986    | Innsbruck |
| 1500 m   | 2:00.83  | 12 stycznia 1985 | Davos     |
| 3000 m   | 4:11.85  | 12 stycznia 1985 | Davos     |
| 5000 m   | 7:08.80  | 12 stycznia 1985 | Davos     |
| 10 000 m | 14:57.19 | 21 grudnia 1985  | Innsbruck |
| Źródło:  |          |                  |           |